# Teodozy I (patriarcha Aleksandrii)
Teodozy I (zm. 567) – 33. patriarcha (papież) Koptyjskiego Kościoła Ortodoksyjnego; sprawował urząd w latach 535–567. Na początku był zarówno patriarchą dla monofizytów jak i ich przeciwników. Jednak wskutek tego, że otwarcie popierał tych pierwszych, prawosławni przestali go uznawać w 536 r..